# Softimage XSI
Softimage XSI er et high-end computerprogram til at lave 3D computergrafik med. Programmet er udviklet af firmaet Softimage, der har hovedsæde i Montreal, Canada. Softimage er et datterselskab af Avid, en medievirksomhed, der beskæftiger sig med udvikling og salg, af redigeringsudstyr til film-, tv- og reklamebranchen.
Programmet er derfor også designet til at lave visuelle effekter til film/tv, som hovedformål. Programmet er også særdeles velegnet til fremstilling af statiske 3D miljøer.

## Navnet
Da Softimage stod og skulle til at udvikle en afløser for Softimage|3D, holdt man en konkurrence for at finde et passende navn. Men da vindernavnet allerede var navnet på en anden softwarepakke, besluttede man sig for at kalde det, hvad det var.
Til konstruktion af programmet, havde man brugt en specialskrevet version af Microsofts DirectX, og besluttede derfor at kalde programmet for XSI. XSI er derfor en forkortelse for DirectX SoftImage.

## Distributioner
Programmet findes i tre distributioner, som er tilpasset behov og budget. De tre distributioner er "Foundation", "Essentials" og "Advanced".
Som navnene antyder, er den første distribution, en "basisversion", der kan det mest basale, og sælges for ca. US$ 500,-. "Essentials" er "mellemversionen" som indeholder flere funktioner, og koster ca. US$ 2000,-. "Advanced" er "familiepakken", som indeholder alt. Men denne pakke koster til gengæld også ca. US$ 7000,-.

### Mod Tool
Der findes yderligere en fjerde distribution af programmet. En gratis distribution, designet til spiludviklere, som kan downloades gratis på firmaets hjemmeside. Denne gratis version har dog sine begrænsninger. Der kan maksimalt eksporteres/importeres polygonfigurer op til 7500 trekanter. Yderligere kan der kun renderes med én CPU og med en maksimal opløsning på 400 x 300 pixels.

## Rendering
Softimage XSI er designet med en integreret renderingsmotor, der gør, at det ikke er nødvendigt at installere ekstra software. Mental Ray renderingsmotoren som er fabriksindbygget i XSI, er en af de bedste i verden, og er brugt til adskillige film og TV effekter. I version 5.1 af XSI medfølger den nyeste version af Mental Ray, version 3.4.
Yderligere understøtter XSI andre renderingsmotorer, såsom V-Ray, Renderman og Maxwell
45°30′47″N 73°34′17″V / 45.5131°N 73.5715°V